# Tama Tū
Tama Tū è un cortometraggio del 2005 diretto da Taika Waititi.

## Trama
Italia, seconda guerra mondiale. Un gruppo di soldati maori passa la notte in un edificio diroccato.

## Distribuzione
Il cortometraggio è distribuito da Prime Video.

## Accoglienza
La scrittrice Christine Leunens, autrice di Come semi d'autunno, ha detto di aver capito che Taika Waititi era la persona adatta ad adattare il suo romanzo nel film Jojo Rabbit dopo aver visto questo cortometraggio.

## Riconoscimenti
- 2nd Place Audience Award – National Geographic All Roads Festival 2004
- Honorable Mention in Short Filmmaking - Sundance Film Festival 2005
- The Special Jury Prize - Berlin Film Festival 2005